# Герб Лиманського
Герб Лиманського — офіційний символ смт Лиманське, затверджений рішенням сесії Лиманської селищної ради.

## Опис
На зеленому щиті лазурове перекинуте вкорочене вістря, що торкається лазурової хвилястої бази й обтяжене червоним сонцем, що сходить, поверх якого йде срібний півень. У правій частині золоте листя винограду, поверх якого пурпурові грона, в лівій три золотих колоски в стовп. На базі червона восьмипроменева зірка, вертикальні й горизонтальні промені більше. Щит вписаний в золотий декоративний картуш і увінчаний срібною міською короною.